# 戴資穎未穿羽協贊助球鞋遭懲處事件
戴資穎未穿羽協贊助球鞋遭懲處事件，又稱戴資穎球鞋爭議事件，台灣媒體及民間戲稱整起事件為「球鞋門」，是發生於2016年夏季奧林匹克運動會期間的事件，以及其引發的後續爭議。整起事件以及自里約奧運前後發生的網球選手謝淑薇奧運教練問題事件和其他台灣運動員相關爭議，使台灣民眾愈發注重運動員的培養及發展環境，並加速《國民體育法》推動。

## 背景
台灣優乃克於2010年起正式簽約贊助中華民國羽球協會，合約中要求選手若以國家代表隊身分出賽時，必須穿著優乃克提供的服裝、球鞋、球拍及球袋。至2014年，已有至少三名選手及一名教練遭羽協懲處，因選手必須透過中華羽協才能報名參加國際羽聯所舉辦之賽事，迫使選手因此就範。
臺灣羽球選手戴資穎為勝利體育所贊助之選手，但中華民國羽球協會則與優乃克簽約，羽協因此要求中華台北代表團參加2016年夏季奧林匹克運動會的羽球選手身上不能有其它廠商的商標。

## 經過
2016年8月16日，在巴西里約熱內盧傳出因戴資穎未穿著中華羽協贊助商所提供之服裝參加2016年夏季奧林匹克運動會羽毛球女子單打比賽，中華羽協可能會對其做出懲處；而戴資穎表示由於自己兩腳尺寸不同，因此勝利體育為她特製一雙沒有商標的球鞋。
2016年8月17日，中華羽協秘書長蔡鴻鵬第一次出面說明，並指出9月將會召開選訓會議和紀律委員會，決議是否要對戴資穎進行懲處。
2016年8月19日，由於不堪輿論壓力，中華羽協發出新聞稿表示為及早平息風波，將會在23日召開理監事會；而優乃克總公司在臉書致歉並表明會調查此次事件細節。
2016年8月22日，臺灣羽球選手廖冠皓向民主進步黨立法委員黃國書陳情，將在2014年亞洲運動會羽毛球男子團體比賽奪得銅牌的國光獎金用以繳清罰款新臺幣30萬元。另外，2012年夏季奧林匹克運動會羽毛球女子雙打比賽球員程文欣在比賽期間用膠帶貼住優乃克商標，協會請求公司原諒，對於選手以口頭警告；2013年世界青年羽毛球錦標賽選手王子維跟廖啟宏比賽時穿贊助商勝利牌服裝，球拍的拍面塗上勝利品牌商標，最後羽協對王子維罰款新臺幣30萬元、廖啟宏罰款新臺幣10萬元、帶隊教練鄭永成罰款新臺幣5萬元。
2016年8月23日，中華羽協理事長程俊琅在理監事會議後向社會大眾鞠躬道歉，表示不會懲處戴資穎，並宣布將取消官方贊助合約中球拍和球鞋的要求。

## 各界反應
官方
- 體育署發布聲明表示，在6月中旬要求羽協一切以奧運參賽備戰為重，不能因此事件懲處選手；有關協會與選手雙方贊助商合約規範有所衝突部分，應參考國際案例及維護選手權益原則，建立具有共識性的規範機制，並且未來將邀集法律專家，提供專業法務諮詢，並配合國民體育法第八條訂定相關輔導辦法，健全體育團體運作機制[15]。

體育界
- 台灣網球國手盧彥勳在社群網站上以自身經驗舉例說明，表示球員在球場上是穿著自己簽約品牌的服裝及球鞋，在一些抽籤儀式、開幕儀式、頒將儀式會套上國家隊的隊服。並表示對於中華羽協在與廠商簽約時，沒有替選手維護權益而只看到自身利益表示非常不解，認為如果選手在賽場上穿著不熟悉的裝備，還沒打已經輸了一半[16]。

政界
- 親民黨黨團總召李鴻鈞表示，他認為中華民國體育的發展，相較於新加坡、韓國，顯然有待加強，政府應成立「財團法人運動產業發展研究院」，並且在體育方面任何的補助、推廣、軟硬體設備的建構，都必須透明化、納入監督機制；此外，還要籌設國家級體育選手的生活照顧基金[17]。

## 後續發展
2016年9月1日，立法委員黃國書接獲投訴，指中華民國羽球協會要求選手簽署「2017世大運暨2018雅加達亞運培訓隊第一階段第一期選手放棄書」，強迫球團與選手必須配合，否則將面臨長達2年的培訓球監。
2016年9月5日，臺灣土地銀行教練李謀周表示，廖冠皓當初因贊助商球衣問題被裁罰的新臺幣30萬元，在戴資穎未穿羽協贊助球鞋遭懲處事件後，中華民國羽球協會才開會討論，已確定會將罰款退還。

## 影響
2017年4月27日，立法院教委員針對《國民體育法》草案第二十條進行諸多激烈討論，立委不諱言指出第二十條第四項就是「戴資穎條款」，因為戴資穎在奧運比賽的鞋子問題，要讓國內選手更有保障，不能讓協會以不正當理由去處分選手。「戴資穎條款」內文為：「特定體育團體團代表國家參加國際運動賽會，其與合作廠商訂定之贊助契約，應參考國際慣例與考量選手比賽之需要及權益為之；選手有個別之贊助廠商者，特定體育團體、選手及雙方贊助商，應於比賽之前協商，並尊重運動員之特殊需求，不得對運動員有顯失公平之約定。」
時任中華羽協秘書長同時也是中華台北羽球大師賽主要贊助商冠鈞公司負責人的蔡鴻鵬，因受到此事件影響而去職，造成該項賽事資金出現缺口，中華羽協遂決定2017年起停辦該賽事，2017年世界羽聯大獎賽也確定無此項賽事。